# 서울 삼청동 등나무
삼청동의 등은 대한민국의 천연기념물이다.
- 삼청동의 등 보관됨 2007-09-29 - 웨이백 머신 - 남북의 천연기념물
- 삼청동의 등 - 문화재청